# Tages
Tages, o també Tagetes, era una divinitat etrusca fill de Genius i de la Terra i net de Júpiter, segons diu Sext Pompeu Fest. Va ser adoptat pels romans i considerat com el més gran endeví.
A Tages es vinculen els orígens de la Disciplina Etrusca, l'art endevinatòria dels harúspex. Ciceró, Ovidi, i altres autors expliquen amb lleugeres variants el que li va passar a un pagès mentre llaurava un camp vora la ciutat de Tarquínia. Va veure com un terròs es movia espontàniament i que prenia forma de persona. Era com un nen, però molt savi. El pagès es va posar a cridar i van comparèixer els etruscs. El nen, que es representa amb els cabells blancs, símbol de saviesa, els va ensenyar els fonaments de l'endevinació etrusca i la forma de predir el futur. Després, els lucumons o reis etruscos van posar per escrit aquestes ensenyances.
Alguns autors han intentat identificar Tages amb Numa Pompili, autor d'una reforma religiosa, o amb Vegoia, una nimfa autora d'uns llibres d'endevinació. A Tages se li atribuïa la revelació del contingut dels llibres sagrats, però només una part d'ells se li refereix explícitament. Els Libri haruspicini, referits als àmbits dels sacrificis i la lectura dels designis divins a les entranyes de les víctimes, i els Libri Acherontici, que formen part dels Libri fatales, relacionats amb la vida d'ultratomba. Joan Laurenci, autor bizantí del segle vi molt ben informat, atribueix a Tages una obra sobre la importància en l'endevinació dels terratrèmols (Τά σεισμοτροπικά 'ta Seismotropiká'), traduït per Publi Nigidi Fígul al llatí, autor que també va utilitzar una altra obra sobre els trons, atribuïda a Tages, i que potser va completar.
A l'antiguitat tardana els llibres de Tages van adquirir una gran autoritat, i se'ls comparava amb les figures de Plató, Pitàgoras o Sòcrates. Els autors cristians van considerat Tages un equivalent als profetes, i els grecs l'assimilaven a Hermes. Macrobi el relaciona amb els rituals per la fundació d'una ciutat.